# Krisztián Kenesei
Krisztián Kenesei (ur. 7 stycznia 1977 w Budapeszcie) – piłkarz węgierski grający na pozycji napastnika.

## Kariera klubowa
Karierę piłkarską Kenesei rozpoczął w rodzinnym Budapeszcie, w tamtejszym klubie MTK Hungária Budapeszt. W sezonie 1993/1994 zadebiutował w jego barwach w pierwszej lidze węgierskiej. Od sezonu 1995/1996 był podstawowym zawodnikiem MTK. W 1997 roku osiągnął swoje pierwsze sukcesy w karierze - wywalczył mistrzostwo Węgier oraz zdobył Puchar Węgier. W 1998 roku ponownie zdobył krajowy puchar, a w 1999 roku został mistrzem kraju.
W 2000 roku Kenesei odszedł do innego węgierskiego pierwszoligowca, Győri ETO FC. Po roku gry w tym klubie przeszedł do Zalaegerszegi TE. W 2002 roku wywalczył z nim pierwsze w historii klubu mistrzostwo Węgier. Z kolei w sezonie 2002/2003 z 22 golami został królem strzelców węgierskiej ligi.
W 2003 roku Kenesei wyjechał do Chin. Został zawodnikiem tamtejszego Beijing Guo’an. Po 2 latach wrócił na Węgry i trafił na wypożyczenie do Győri ETO FC. W 2006 roku ponownie grał w Guo’an, w którym spędził rok.
W 2006 roku Kenesei został piłkarzem Vasasu Budapeszt. Latem 2007 roku zaczął grać w Serie B w zespole U.S. Avellino. W 2008 roku powrócił do ojczyzny i jest zawodnikiem klubu Haladás Szombathely.
| Sezon   | Klub                   | Kraj   | Rozgrywki            | Mecze | Bramki |
| ------- | ---------------------- | ------ | -------------------- | ----- | ------ |
| 1993/94 | MTK Hungária Budapeszt | Węgry  | Nemzeti Bajnokság I. | 17    | 2      |
| 1994/95 | MTK Hungária Budapeszt | Węgry  | Nemzeti Bajnokság I. | 15    | 7      |
| 1995/96 | MTK Hungária Budapeszt | Węgry  | Nemzeti Bajnokság I. | 26    | 4      |
| 1996/97 | MTK Hungária Budapeszt | Węgry  | Nemzeti Bajnokság I. | 26    | 14     |
| 1997/98 | MTK Hungária Budapeszt | Węgry  | Nemzeti Bajnokság I. | 31    | 12     |
| 1998/99 | MTK Hungária Budapeszt | Węgry  | Nemzeti Bajnokság I. | 31    | 12     |
| 1999/00 | MTK Hungária Budapeszt | Węgry  | Nemzeti Bajnokság I. | 29    | 13     |
| 2000/01 | Győri ETO FC           | Węgry  | Nemzeti Bajnokság I. | 30    | 15     |
| 2001/02 | Zalaegerszegi TE       | Węgry  | Nemzeti Bajnokság I. | 36    | 21     |
| 2002/03 | Zalaegerszegi TE       | Węgry  | Nemzeti Bajnokság I. | 29    | 22     |
| 2003/04 | Zalaegerszegi TE       | Węgry  | Nemzeti Bajnokság I. | 3     | 1      |
| 2003    | Beijing Guo’an         | Chiny  | Super League         | 10    | 6      |
| 2004    | Beijing Guo’an         | Chiny  | Super League         | 7     | 3      |
| 2004/05 | Győri ETO FC           | Węgry  | Nemzeti Bajnokság I. | 13    | 6      |
| 2005/06 | Győri ETO FC           | Węgry  | Nemzeti Bajnokság I. | 15    | 8      |
| 2006    | Beijing Guo’an         | Chiny  | Super League         | 19    | 3      |
| 2006/07 | Vasas SC               | Węgry  | Nemzeti Bajnokság I. | 9     | 5      |
| 2007/08 | Vasas SC               | Węgry  | Nemzeti Bajnokság I. | 1     | 1      |
| 2007/08 | U.S. Avellino          | Włochy | Serie B              | 22    | 2      |
| 2008/09 | Haladás Szombathely    | Węgry  | Nemzeti Bajnokság I. | 27    | 14     |
| 2009/10 | Haladás Szombathely    | Węgry  | Nemzeti Bajnokság I. | 10    | 5      |
| 2010/11 | Haladás Szombathely    | Węgry  | Nemzeti Bajnokság I. | 23    | 11     |
| 2011/12 | Haladás Szombathely    | Węgry  | Nemzeti Bajnokság I. | 19    | 7      |
| 2012/13 | Haladás Szombathely    | Węgry  | Nemzeti Bajnokság I. | 13    | 6      |

## Kariera reprezentacyjna
W reprezentacji Węgier Kenesei zadebiutował 29 marca 2000 roku w zremisowanym 0:0 towarzyskim spotkaniu z Polską. Pierwszego gola w kadrze narodowej zdobył 27 marca 2002 w sparingu z Mołdawią (2:0). Z Węgrami grał w eliminacjach do Euro 2004. Od 2000 do 2005 roku rozegrał w kadrze narodowej 29 meczów i zdobył 9 goli.